# Aeroporto 77
Airport '77 (bra/prt: Aeroporto 77) é um filme estadunidense de 1977, dos gêneros drama e catástrofe, dirigido por Jerry Jameson, e estrelado por Jack Lemmon, Lee Grant, Brenda Vaccaro, Joseph Cotten, Olivia de Havilland, Darren McGavin, Christopher Lee, George Kennedy e James Stewart. O roteiro de Michael Scheff e David Spector foi baseado no romance homônimo de 1968, de Arthur Hailey. É o terceiro filme da série "Airport", que se iniciou com a produção homônima de 1970.
A trama retrata a história de um Boeing 747 privado – repleto de pessoas influentes e peças de arte inestimáveis – que é sequestrado antes de cair no oceano no Triângulo das Bermudas, levando os sobreviventes a começar uma luta desesperada pela sobrevivência.
Apesar das críticas mistas, o filme foi um sucesso de bilheteria, arrecadando US$ 91 milhões em todo o mundo, além de receber duas indicações ao Oscar.

## Sinopse
Um luxuoso Boeing 747 da Companhia Aérea Stevens, equipado com piano-bar, escritórios e dormitórios, é usado pelo seu proprietário, o rico filantropo Philip Stevens (James Stewart), para transportar diversos parentes e amigos influentes ao novo museu que vai inaugurar. No avião há também uma valiosa carga de pinturas, o que desperta a ganância de uma quadrilha de ladrões internacionais. O líder da quadrilha, o co-piloto Bob Chambers (Robert Foxworth), coloca os passageiros para dormir com um gás e desvia o avião para a Ilha de St. George. Porém, voando baixo para fugir do radar pela região de tormentas e baixa visibilidade conhecida por Triângulo das Bermudas, Bob acaba errando e o avião é danificado em um choque com uma torre de vigilância aérea. A aeronave cai no oceano e submerge. A estrutura especial do avião resiste, mas os passageiros e a tripulação sabem que contam com poucas horas para o resgate, antes que a aeronave seja destroçada pela pressão das águas.

## Elenco
- Jack Lemmon como Capitão Don Gallagher
- Lee Grant como Karen Wallace
- Brenda Vaccaro como Eve Clayton
- Joseph Cotten como Nicholas St. Downs III
- Olivia de Havilland como Emily Livingston
- Darren McGavin como Stan Buchek
- Christopher Lee como Martin Wallace
- George Kennedy como Joseph "Joe" Patroni
- James Stewart como Philip Stevens
- Robert Foxworth como Bob Chambers
- Robert Hooks como Eddie
- Monte Markham como Banker
- Kathleen Quinlan como Julie
- Gil Gerard como Frank Powers
- James Booth como Ralph Crawford
- Monica Lewis como Anne
- Maidie Norman como Dorothy
- Pamela Bellwood como Lisa Stevens
- Arlene Golonka como Sra. Jane Stern
- Tom Sullivan como Steve
- M. Emmet Walsh como Dr. Herbert Williams
- Michael Pataki como Wilson
- George Furth como Gerald Lucas
- Richard Venture como Comandante Guay
- Elizabeth Cheshire como Bonnie Stern
- Anthony Battaglia como Benjy Stevens

## Produção

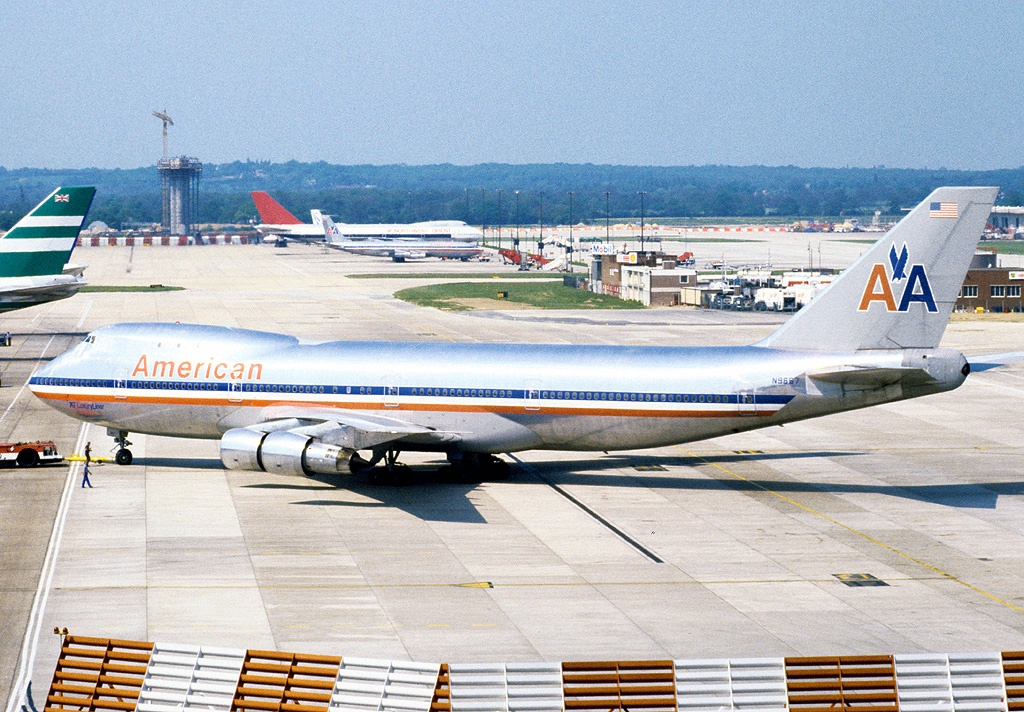
A aeronave em questão, usada no filme, N9667.

Embora o desastre retratado no filme seja fictício, as operações de resgate utilizadas na produção são operações reais utilizadas pela Marinha em caso de emergências ou desastres semelhantes, conforme indicado no final do filme antes dos créditos finais.
Para sua transmissão inicial na NBC em setembro de 1978, foram adicionados 70 minutos adicionais de outtakes e novas filmagens feitas especialmente para a televisão.

## Recepção
A revista Variety escreveu: "A banalidade da fórmula da história é crível na maioria das vezes e há alguns bons procedimentos reais de busca e resgate da Marinha dos Estados Unidos inseridos na trama". Roger Ebert, para o jornal Chicago Sun-Times, avaliou o filme com 2/4 estrelas, e escreveu: "O filme é um entretenimento grande e astuto, implacavelmente ridículo e, portanto, nunca entediante por muito tempo". O jornal The New York Times escreveu: "Airport '77 parece menos com o trabalho de um diretor e escritores do que com uma decisão corporativa".
No Rotten Tomatoes, site agregador de críticas, 40% das 10 críticas do filme são positivas, com uma classificação média de 5,4/10. No Metacritic, o filme possui uma pontuação média ponderada de 36/100, com base em 7 críticas, indicando críticas "geralmente desfavoráveis".ref>«Airport '77 (1977)». Metacritic. Fandom, Inc. Consultado em 11 de setembro de 2024</ref>

### Bilheteria
De acordo com os registros da Universal Pictures, o filme arrecadou US$ 30 milhões nacionalmente e US$ 61 milhões no exterior, totalizando US$ 91 milhões mundialmente.

## Atração em parque temático
Do final de 1977 até o início dos anos 1980, a Universal Studios Tour na Califórnia apresentou o Screen Test Theatre Airport '77 como parte de suas atrações. Vários cenários foram recriados, e membros do público foram escolhidos para desempenhar diversos papéis da produção. O público assistia enquanto essas cenas eram filmadas. Cenas importantes – como as do sequestro, do acidente e do resgate – foram recriadas, com as filmagens então incorporadas a uma versão resumida do filme, que era exibida para o público em monitores. O minifilme de cada sessão era disponibilizado ao público para compra em 8 mm e fita de vídeo.

## Prêmios e indicações
| Ano  | Cerimônia | Categoria              | Indicado                            | Resultado | Ref.          |
| ---- | --------- | ---------------------- | ----------------------------------- | --------- | ------------- |
| 1978 | Oscar     | Melhor direção de arte | George C. Webb & Mickey S. Michaels | Indicado  | [ 17 ] [ 18 ] |
| 1978 | Oscar     | Melhor figurino        | Edith Head & Burton Miller          | Indicado  | [ 17 ] [ 18 ] |